# Guaraqueçaba
Guaraqueçaba is een gemeente in de Braziliaanse deelstaat Paraná. De gemeente telt 7.843 inwoners (schatting 2009).

## Aangrenzende gemeenten
De gemeente grenst aan Antonina, Campina Grande do Sul, Paranaguá, Barra do Turvo (SP) en Cananéia (SP).